# Schéma de développement de l'espace régional
Pour les articles homonymes, voir SDER.
Le Schéma de développement de l'espace régional (SDER) est un document officiel d’orientation défini dans le Code wallon de l'Aménagement du Territoire, de l'Urbanisme et du Patrimoine qui « exprime les options d’aménagement et de développement durable pour l’ensemble du territoire de la Région wallonne ». Cet instrument de conception de l'aménagement du territoire wallon se veut transversal et évolutif.
Approuvé par le Gouvernement wallon le 27 mai 1999, le SDER part d'une analyse de la situation existante pour définir un projet de structure spatiale au niveau régional et supra-régional. La mise en œuvre de ce projet s'appuie sur 8 objectifs et 32 mesures.
En 2012, le Gouvernement wallon a entamé une révision du SDER.